# Ludwig Hailmann
Ludwig Hailmann (* unbekannt; † erste Hälfte des 16. Jahrhunderts; auch Ludwig Heilman geschrieben) war ein deutscher Kirchenlieddichter.

## Leben und Wirken
Er dichtete das Kirchenlied Lobt Gott, ihr frommen Christen, freut euch und jubilirt mit David, dem Psalmisten. Dieses war zur Zeit der Reformation sehr verbreitet, zunächst in Einzeldrucken, dann in Liedersammlungen. Eine Zeile der elften Strophe gab dem Autor der Allgemeinen Deutschen Biographie Auskunft, dass die Stelle sich auf den Speyerer Reichstagsabschied von 1526 bezieht, weshalb das Werk seiner Meinung nach 1526/1527 entstanden sein muss. K.E.P. Wackernagel schreibt jedoch in seinem Buch „Das deutsche Kirchenlied“ (Stuttgart, Verlag von S.G. Liesching 1841) auf Seite 331: „Das Gedicht ist vielleicht schon 1517 kurz nach dem Ausgang der Thesen Luthers gedruckt.“
Das Lied verbreitete sich in mehreren Gesangbüchern des 16. Jahrhunderts, die letzten historischen Auftritte hingegen waren Mitte des 17. Jahrhunderts. In abgewandelter Form fand das Lied Eingang in den Stammteil des Evangelischen Kirchengesangbuchs (Nr. 202); in das heute genutzte Evangelische Gesangbuch wurde es nicht wieder aufgenommen.
Über Hailmann hingegen ist sehr wenig bekannt, er stammte aus Süddeutschland, war ein treuer Anhänger Luthers. Sein Name wurde aus den Anfangsbuchstaben der Liedzeilen rekonstruiert.

## Werke
- Lobt Gott, ihr frommen Christen, freut euch und jubilirt mit David, dem Psalmisten Text nach einem Druck von 1570 (1526/1527)